# 하동준
하동준(본명 : 윤덕선, 1975년 1월 20일 ~ )은 대한민국의 배우이다.

## 학력
- 서울예술대학 연극과

## 출연작

### 드라마
- 《이상한 변호사 우영우》 (2022년, ENA) - 정신건강의학과 의사 역
- 《돌아와요 아저씨》 (2016년, SBS)
- 《에이스》 (2015년, SBS) - 변호사 역
- 《달콤한 비밀》 (2015년, KBS2) - 로이킴 역
- 《쓰리 데이즈》 (2014년, SBS)
- 《식샤를 합시다》 (2013년, tvN)
- 《비밀》 (2013년, KBS2) - 재하 역
- 《맏이》 (2013년, JTBC) - 수남 부 역
- 《너라서 좋아》 (2013년, SBS) - 신변호사 역

### 뮤지컬
- 《완득이》 - 민구 삼촌 역
- 《더 콘보이쇼 - ATOM》 - 소크라테스 역
- 《코러스라인》
- 《올 댓 재즈》 - 데이비드 역
- 《뮤지컬 컨택트》 - 잭 / 댄서 역
- 《시카고》
- 《웨스트 사이드 스토리》 - 베르나르도 역
- 《토요일밤의 열기》
- 《마지막 춤은 나와 함께》
- 《미스사이공》
- 《아이다》
- 《명성황후》
- 《라이프》
- 《페임》
- 《42번가》
- 《더 라이프》
- 《더 리허설》
- 《가스펠》
- 《고고비치》
- 《색증시공》

### 연극
- 《이갈리아의 딸들》
- 《제40회 서울연극제 공식선정작 - 댓글부대》 (2019년) -이철수 역
- 《완전뜬금 명랑악극 맹랑별곡》 - 신명언 역
- 《댓글부대》 - (2018년) 이철수 역
- 《메디아》 - 이아손 역
- 《타오르는 어둠 속에서》 - 카를로스 역
- 《백치 백지》 - 뮈시킨 공작 역
- 《논쟁》
- 《세자매》
- 《행복한 세상》
- 《느림》

### EBS유아
- 《야무야무 참참》 - 밥 아저씨 역

### 광고
- 아식스
- 네이트
- KDB 산업은행